# Kate Hudson
Kate Garry Hudson (Los Angeles, Kalifornia, 1979. április 19. –) Golden Globe-díjas amerikai színésznő.
2000-ben vált széles körben ismertté, miután eljátszotta Penny Lane szerepét a Majdnem híres című filmben, mely Oscar-jelölést hozott számára. Azóta vezető hollywoodi színésznővé érett, számos sikerfilmben feltűnt, köztük a Hogyan veszítsünk el egy pasit 10 nap alatt (2003) és A titkok kulcsa (2005) című filmekben.

## Fiatalkora és családja
Los Angelesben született Bill Hudson (énekes, komikus és a Hudson Brothers tagja) és a magyar származású Goldie Hawn lányaként. Hudson szülei tizennyolc hónappal születése után elváltak, ő és bátyja, a szintén színész Oliver, Coloradóban nevelkedett anyjával és anyja régi barátjával, Kurt Russell-lel. Mivel Kate biológiai apja élete legnagyobb részében nem volt jelen, elidegenedtek egymástól, így Russellt tekinti apjának. Anyját úgy írta le, hogy ő az „a nő, akitől a legtöbbet tanultam, akire felnézek, aki olyan módon irányította életét, amire felnézhetek”. Kate-nek három féltestvére van: Emily és Zachary Hudson apja új házasságából Cindy Williams színésznővel, és Wyatt, aki Kurt Russell fia. Hudson unokatestvére Sarah Hudson énekesnő.
Hudson magyar, olasz és askenázi zsidó származású, s az anyai nagyanyja zsidó vallásának jegyében nevelték. Családja  a buddhista vallást is gyakorolta. Hudson a Santa Monica-i Crossroads iskolában érettségizett 1997-ben. Felvették a New York Egyetemre, de tanulmányai helyett a színészi pályát választotta.

## Pályafutása
Pályafutása elején szerepelt a kevésbé ismert Pletyka című tinidrámában és a 200 szál cigi című vígjátékban, ami egy újévkor játszódó vígjáték számos ismert színésszel. Pályája korai szakaszát és sikereit illetően Hudson megjegyezte, keményen dolgozik és nem akarja, hogy jól ismert szüleivel hozzák összefüggésbe. Az áttörést Cameron Crowe 2000-es Majdnem híres című filmvígjáték-drámája hozta meg számára, mellyel legjobb női mellékszereplő kategóriában Oscar-díjra jelölték. Ez előtt
Visszautasította Mary Jane Watson szerepét a 2002-es Pókember című filmben, helyette A gyávaság tollai című történelmi romantikus remake-ben szerepelt, amit sem a kritika, sem a közönség nem fogadott kedvezően. A következő filmje, a Hogyan veszítsünk el egy pasit 10 nap alatt elnevezésű romantikus komédia nagy sikernek örvendett a mozikasszáknál, több mint 100 millió dollárt kasszírozva 2003 első felében. Ezt követően néhány további romantikus vígjáték következett: az Alex és Emma – Regény az életünk és a Kisanyám, avagy mostantól minden más, de egyik sem ért el említésre méltó eredményeket.
Kate neve fémjelezte A titkok kulcsa című 2005-ös misztikus thrillert. A 43 millió dolláros költségvetésű film jól szerepelt a jegypénztáraknál, világszerte 91,9 milliót hozva a készítőknek. 2006-os filmje, az Én, a nő és plusz egy fő, melyben Owen Wilson és Matt Dillon mellett látható, szintén pozitív anyagi fogadtatásra lelt, csak hazájában 75 millió dollárt termelt.
2007-ben Hudson rendezőként is kipróbálta magát a Cutlass című rövidfilmmel, aminek a forgatókönyvét is maga írta. A produkcióban feltűnt Kurt Russell, Chevy Chase, Dakota Fanning és Virginia Madsen is. 2008-ban a Bolondok aranya szereplője volt, Matthew McConaughey partnereként. Ugyanebben az évben A spanom csaja című vígjátékban is feltűnt. 2009-ben következett A csajok háborúja és a Kilenc.

## Magánélete
2000-ben Hudson feleségül ment Chris Robinsonhoz, a The Black Crowes frontemberéhez. 2004. január 7-én fiuk született, akit Ryder Russell Robinsonnak hívnak. A pár abban a házban élt, ami egykor James Whale rendezőé volt, s együtt utaztak Hudson filmforgatásaira és Robinson zenei turnéira. 2006.augusztus 14-én Hudson szóvivője bejelentette, hogy a pár különvált, melynek feltételezett oka volt, hogy Hudson közel került az Én, a nő és plusz egy főbeli partneréhez, Owen Wilsonhoz. 2006. november 18-án, Robinson beadta a válási papírokat, kibékíthetetlen ellentétekre hivatkozva. A válást 2007. október 22-én véglegesítették. Hudson és Wilson kapcsolata 2007 májusában ért véget.
Második gyermeke, Bingham Hawn Bellamy 2011-ben született Matt Bellamy zenésztől, akivel 2010 és 2014 között volt együtt. Hudson 2016 óta Danny Fujikawa színész-zenész párja, 2018-ban megszületett első gyermekük, Rani Rose Hudson Fujikawa.
Hudson elmondta, hogy „nem túlzottan vallásos”, mindemellett buddhistának írja le magát, s elkötelezett ellenzője az antiszemitizmusnak, amivel kapcsolatban Párizsban voltak rossz tapasztalatai.
Szintén elárulta, hogy nem szereti nézni magát a vásznon/képernyőn, mert „fázni kezd… remeg és… izzad”, ha első alkalommal látja alakítását. 2006 júliusában Hudson beperelte a National Enquirer brit kiadását, mert azt állították, hogy táplálkozási rendellenességei vannak, s „fájdalmasan soványnak” nevezték. Hudson azt mondta, mindez „egyáltalán nem helytálló” és „ordas hazugság”, és aggodalmának adott hangot a testsúlyról kialakult képpel kapcsolatban, ami a fiatal lányokat befolyásolja.

## Filmográfia

### Film
| Év   | Magyar cím                                  | Eredeti cím                       | Szerep                | Magyar hang        |
| ---- | ------------------------------------------- | --------------------------------- | --------------------- | ------------------ |
| 1998 | A világ legnagyobb tölcsére                 | Desert Blue                       | Skye Davidson         |                    |
| 1999 | 200 szál cigi                               | 200 Cigarettes                    | Cindy                 | Nyírő Beáta        |
| 1999 | 200 szál cigi                               | 200 Cigarettes                    | Cindy                 | Csondor Kata       |
| 2000 | Dr. T és a nők                              | Dr. T & the Women                 | Dee Dee Travis        | Balázsovits Edit   |
| 2000 | Majdnem híres                               | Almost Famous                     | Penny Lane            | Nemes Takách Kata  |
| 2000 | Pletyka                                     | Gossip                            | Naomi Preston         | Tóth Ildikó        |
| 2000 | Hódító Adam                                 | About Adam                        | Lucy Owens            |                    |
| 2001 |                                             | The Cutting Room (rövidfilm)      | Chrissy Campbell      |                    |
| 2001 |                                             | Ricochet River                    | Lorna                 |                    |
| 2002 | A gyávaság tollai                           | The Four Feathers                 | Ethne Eustace         | Létay Dóra         |
| 2003 | Válás francia módra                         | Le Divorce                        | Isabel Walker         | Gubás Gabi         |
| 2003 | Alex és Emma – Regény az életünk            | Alex & Emma                       | Emma Dinsmore         | Pikali Gerda       |
| 2003 | Hogyan veszítsünk el egy pasit 10 nap alatt | How to Lose a Guy in 10 Days      | Andie Anderson        | Bertalan Ágnes     |
| 2004 | Kisanyám – Avagy mostantól minden más       | Raising Helen                     | Helen Harris          | Bertalan Ágnes     |
| 2005 | A titkok kulcsa                             | The Skeleton Key                  | Caroline Ellis        | Kerekes Andrea     |
| 2006 | Én, a nő és plusz egy fő                    | You, Me and Dupree                | Molly Peterson        | Spilák Klára       |
| 2008 | Bolondok aranya                             | Fool's Gold                       | Tess Finnegan         | Kéri Kitty         |
| 2008 | A spanom csaja                              | My Best Friend's Girl             | Alexis                | Bertalan Ágnes     |
| 2009 | A csajok háborúja                           | Bride Wars                        | Liv Lerner            | Bertalan Ágnes     |
| 2009 | Kilenc                                      | Nine                              | Stephanie Necrophuros | Bertalan Ágnes     |
| 2010 | A gyilkos bennem él                         | The Killer Inside Me              | Amy Stanton           | Kisfalvi Krisztina |
| 2011 | Egy kis Mennyország                         | A Little Bit of Heaven            | Marley Corbett        | Bertalan Ágnes     |
| 2011 | Szerelem kölcsönbe                          | Something Borrowed                | Darcy Rhone           | Kéri Kitty         |
| 2013 | Kétkedő fundamentalista                     | The Reluctant Fundamentalist      | Erica                 |                    |
| 2014 | Bárcsak itt lennék                          | Wish I Was Here                   | Sarah Bloom           | Bertalan Ágnes     |
| 2014 | Jóemberek                                   | Good People                       | Anna Wright           | Bognár Anna        |
| 2015 | Afgán csillag                               | Rock the Kasbah                   | Merci                 | Bertalan Ágnes     |
| 2016 | Kung Fu Panda 3.                            | Kung Fu Panda 3                   | Mei Mei (hangja)      | Köves Dóra         |
| 2016 | Anyák napja                                 | Mother's Day                      | Jesse                 | Bertalan Ágnes     |
| 2016 | Mélytengeri pokol                           | Deepwater Horizon                 | Felicia Williams      | Bertalan Ágnes     |
| 2017 | Marshall – Állj ki az igazságért!           | Marshall                          | Eleanor Strubing      | Bertalan Ágnes     |
| 2021 |                                             | Music                             | Kazu "Zu" Gamble      |                    |
| 2021 |                                             | Mona Lisa and the Blood Moon      | Bonnie                |                    |
| 2022 | Tőrbe ejtve – Az üveghagyma                 | Glass Onion: A Knives Out Mistery | Birdie Jay            | Létay Dóra         |
| 2022 | Kegyes kis hazugság                         | A Little White Lie                | Simone Cleary         | Bertalan Ágnes     |
| 2024 |                                             | Shell                             | Zoe Shannon           |                    |
| 2025 |                                             | Song Sung Blue                    | Claire Sardina        |                    |

### Televízió
| Év        | Magyar cím                      | Eredeti cím                        | Szerep             | Megjegyzések                                   |
| --------- | ------------------------------- | ---------------------------------- | ------------------ | ---------------------------------------------- |
| 1996      | Ötösfogat                       | Party of Five                      | Cory               | 1 epizód                                       |
| 1997      |                                 | EZ Streets                         | Larraine Cahill    | 1 epizód                                       |
| 2000      | Saturday Night Live             | Saturday Night Live                | önmaga (házigazda) | 1 epizód                                       |
| 2012–2013 | Glee – Sztárok leszünk!         | Glee                               | Cassandra July     | 5 epizód                                       |
| 2013      | Előzmények törlése              | Clear History                      | Rhonda Haney       | tévéfilm                                       |
| 2015      | Jamie és Jimmy konyhai csatái   | Jamie & Jimmy's Friday Night Feast | önmaga             | 1 epizód                                       |
| 2015      |                                 | Barely Famous                      | önmaga             | 1 epizód                                       |
| 2015      | Bear Grylls: Sztárok a vadonban | Running Wild with Bear Grylls      | önmaga             | 1 epizód                                       |
| 2022      |                                 | Truth Be Told                      | Micah Keith        | 10 epizód                                      |
| 2022      | Hőseink                         | Gutsy                              | önmaga             | 2 epizód                                       |
| 2025      |                                 | The Voice                          | önmaga             | 1 epizód                                       |
| 2025–     | A legértékesebb játékos         | Running Point                      | Isla Gordon        | - főszereplő - magyar hangja: - Bertalan Ágnes |